# Kalkgrub (Gemeinde Kottes-Purk)
Kalkgrub ist eine Ortschaft und eine Katastralgemeinde der Gemeinde Kottes-Purk im Bezirk Zwettl in Niederösterreich.

## Siedlungsentwicklung
Zum Jahreswechsel 1979/1980 befanden sich in der Katastralgemeinde Kalkgrub insgesamt 16 Bauflächen mit 12.324 m² und 20 Gärten auf 27.827 m², 1989/1990 gab es 16 Bauflächen. 1999/2000 war die Zahl der Bauflächen auf 70 angewachsen und 2009/2010 bestanden 42 Gebäude auf 61 Bauflächen.

## Geschichte
Der Ort wurde im Jahr 1096 als Chalchgruobi erwähnt, was das Herstellen von Branntkalk belegt. Die nicht unwesentlichen Kalkvorkommen und der Holzreichtum erlaubten die Etablierung des Brennens von Kalk, der sonst herbei geschafft worden wäre. Dutzende Kalköfen waren hier über Jahrhunderte in Betrieb.
Im Eintrag der Josephinischen Fassion aus Jahre 1786/87 gab es im heutigen Ort 10 Häuser.
Im Jahr 1822 wurde der Ort als Dorf mit 18 Häusern genannt, das nach Kottes eingepfarrt war, wohin auch die Kinder eingeschult wurden. Die Herrschaft Prandhof besaß die Ortsobrigkeit und besorgte die Konskription. Die Landgerichtsbarkeit wurde ebenfalls von der Herrschaft Prandhof ausgeübt. Die Untertanen und Grundholde des Ortes gehörten der Herrschaft Prandhof.
Nach der Entstehung der Ortsgemeinden 1849 wurde der Ort eine Katastralgemeinde der Ortsgemeinde Münichreith.
Am 13. November 1895 wird der Ort Hauptort der bisherigen Gemeinde Münichreith (mit den Katastralgemeinden Ensberg und Runds).
Laut Adressbuch von Österreich waren im Jahr 1938 in der Ortsgemeinde Kalkgrub ein Viktualienhändler und einige Landwirte ansässig. Etwas außerhalb  gab es einen Steinbruch.
Im Zuge der Niederösterreichischen Kommunalstrukturverbesserung wurde der Ort durch die Auflösung der Gemeinde Kalkgrub am 1. Januar 1967 ein Teil der Gemeinde Kottes-Purk.

## Bodennutzung
Die Katastralgemeinde ist landwirtschaftlich geprägt. 199 Hektar wurden zum Jahreswechsel 1979/1980 landwirtschaftlich genutzt und 48 Hektar waren forstwirtschaftlich geführte Waldflächen. 1999/2000 wurde auf 193 Hektar Landwirtschaft betrieben und 53 Hektar waren als forstwirtschaftlich genutzte Flächen ausgewiesen. Ende 2018 waren 183 Hektar als landwirtschaftliche Flächen genutzt und Forstwirtschaft wurde auf 55 Hektar betrieben. Die durchschnittliche Bodenklimazahl von Kalkgrub beträgt 25,9 (Stand 2010).